# Kishi
Pour les articles homonymes, voir Kishi (homonymie).
Kishi est un prénom féminin.

## Sens et origine du prénom
- Prénom féminin d'origine nord-amérindienne[1].
- Prénom qui signifie « nuit ».
- À ne pas confondre avec le nom de famille japonais Kishi, porté notamment par l'actrice Keiko Kishi.

## Prénom de personnes célèbres et fréquence
- Prénom aujourd'hui peu usité aux États-Unis[2].
- Prénom qui n'a jamais été donné en France[3].